# メルセデスAMG・ONE
メルセデスAMG・ONE（Mercedes-AMG ONE、ワン ）は、ドイツの自動車メーカーであるメルセデス・ベンツ・グループの子会社、メルセデスAMGにて限定生産されたハイパーカーである。

## 概要
2017年秋に開催されたフランクフルトモーターショーにて、AMG創立50周年を記念したスペシャルなハイパーカー『メルセデスAMG・プロジェクト ワン』として発表された。
2022年6月1日に市販モデルが公開。F1コンストラクターのメルセデスAMG F1が開発に関与しており、F1 W07 Hybridの技術が搭載されている。世界275台の限定生産で、生産は2022年8月に開始され、メルセデスAMGで手作業で生産され、2022年内に納車が開始される。価格は275万ユーロ（約3億8500万円）。
同年11月10日、ニュルブルクリンク北コースにおいて、6分35秒183のラップタイムを記録し、従来のポルシェ・911 GT2 RSの記録を破り、最速の市販車になったと発表した。

## 構造
パワーユニットはミッドシップ配置でダウンサイジングコンセプトを導入しており、排気量わずか1.6L V型6気筒のターボエンジンと4基の電気モーターから構成されるプラグインハイブリッドカー（PHV）となっている。モーターの1基(120kw)はエンジンと直結し、もう1基(90kw)はターボチャージャーと連動しており、残る2基(120kw×2)は左右の前輪をそれぞれ駆動する。後輪はパラレルハイブリッドで前輪はシリーズハイブリッドである。0～100km/h加速2.9秒、0～200km/h加速7秒、0～300km/h加速15.6秒、最高速352km/h（リミッター作動）の性能を持つ。
エンジンを使用せずモーターのみで走行する「EVモード」と、エンジンを回して走行する通常走行モード、フラップ類が全開となるショーモード（兼整備モード）の3つのモードが有り、コックピット内からスイッチ一つで切替が可能である。なお通常走行時は、エンジン音がうるさく車内での会話が困難になるため、会話用のマイク及びイヤホンが付属する。

## ギャラリー

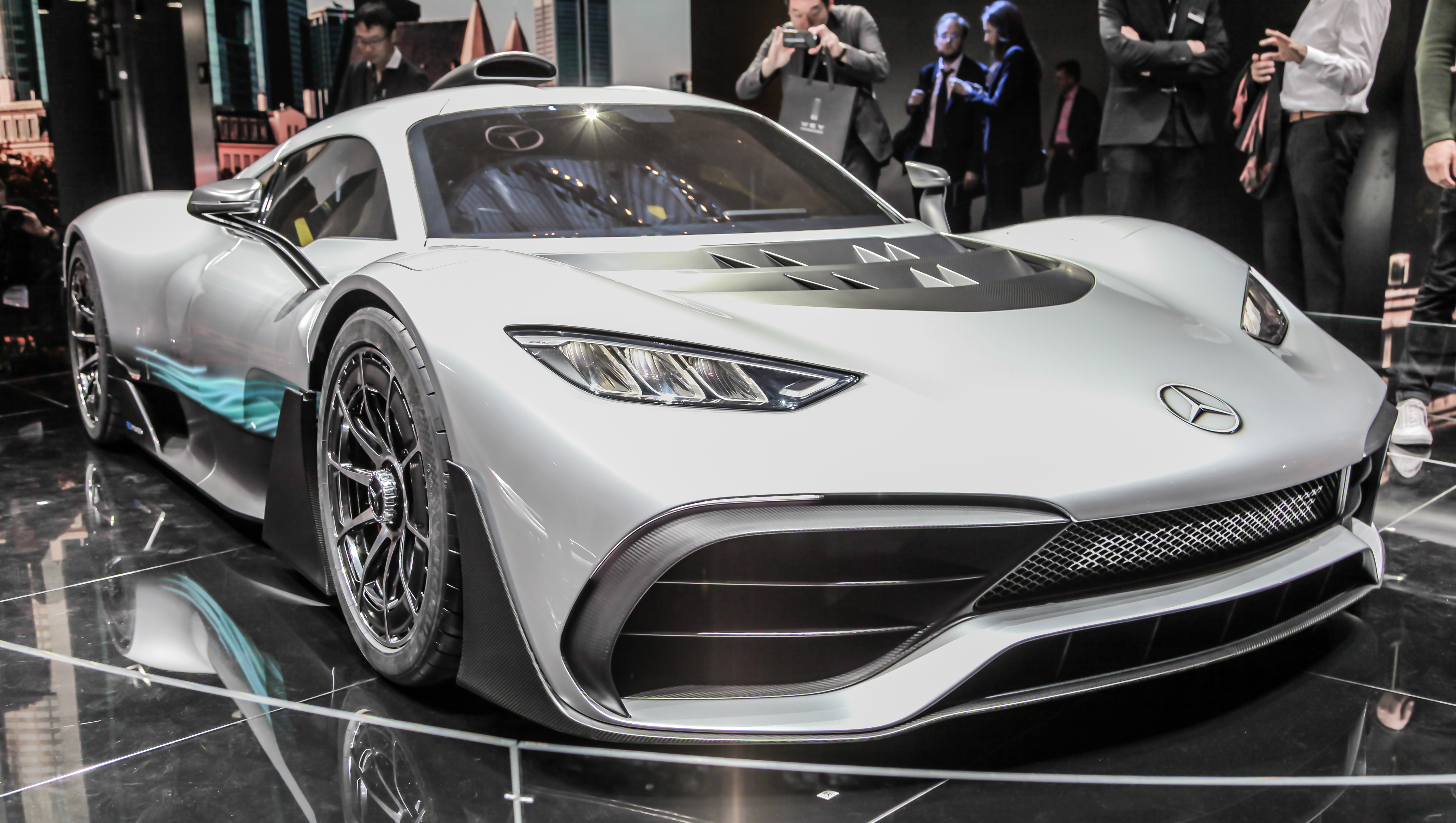
フロントビュー
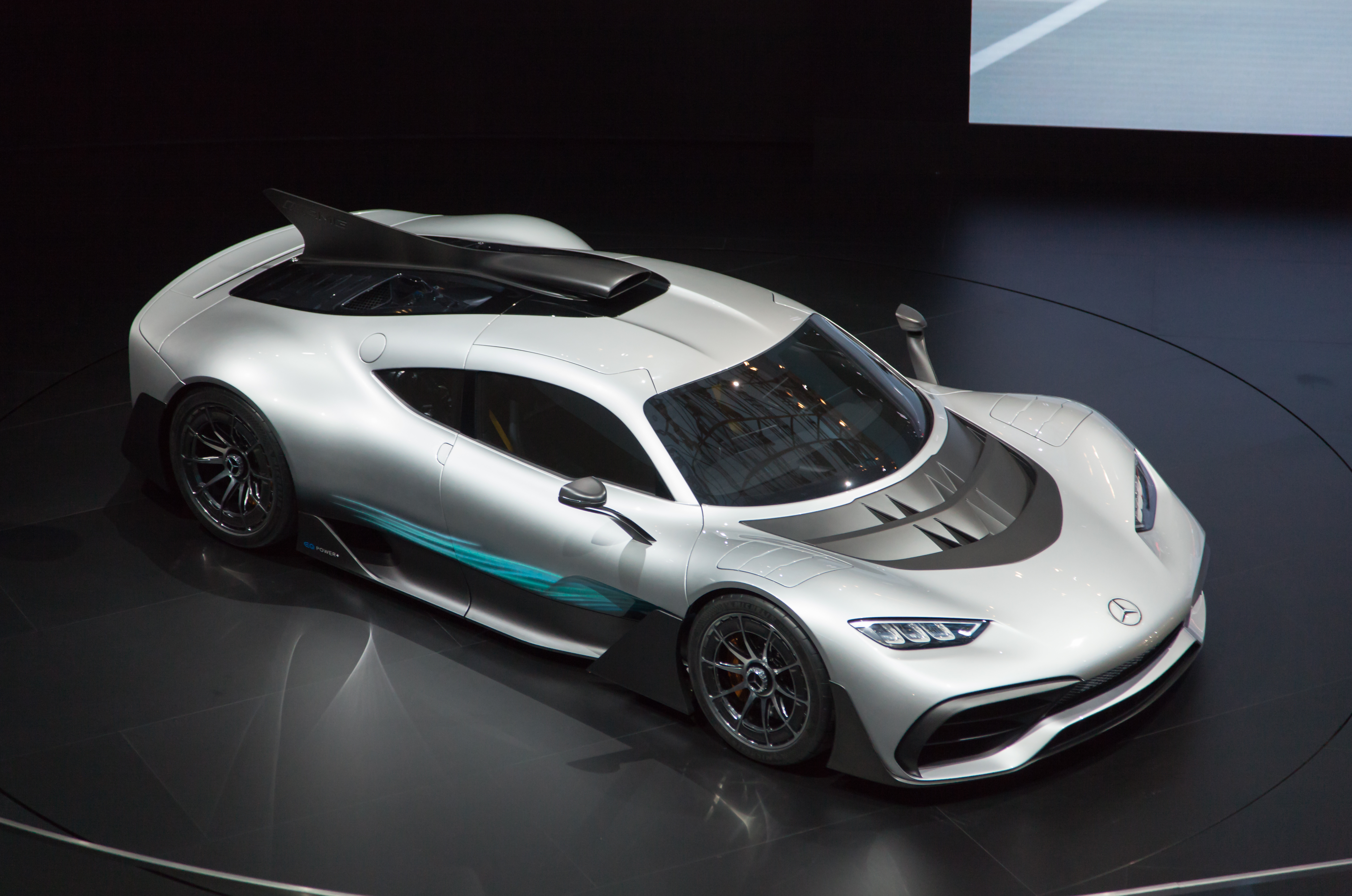
トップビュー
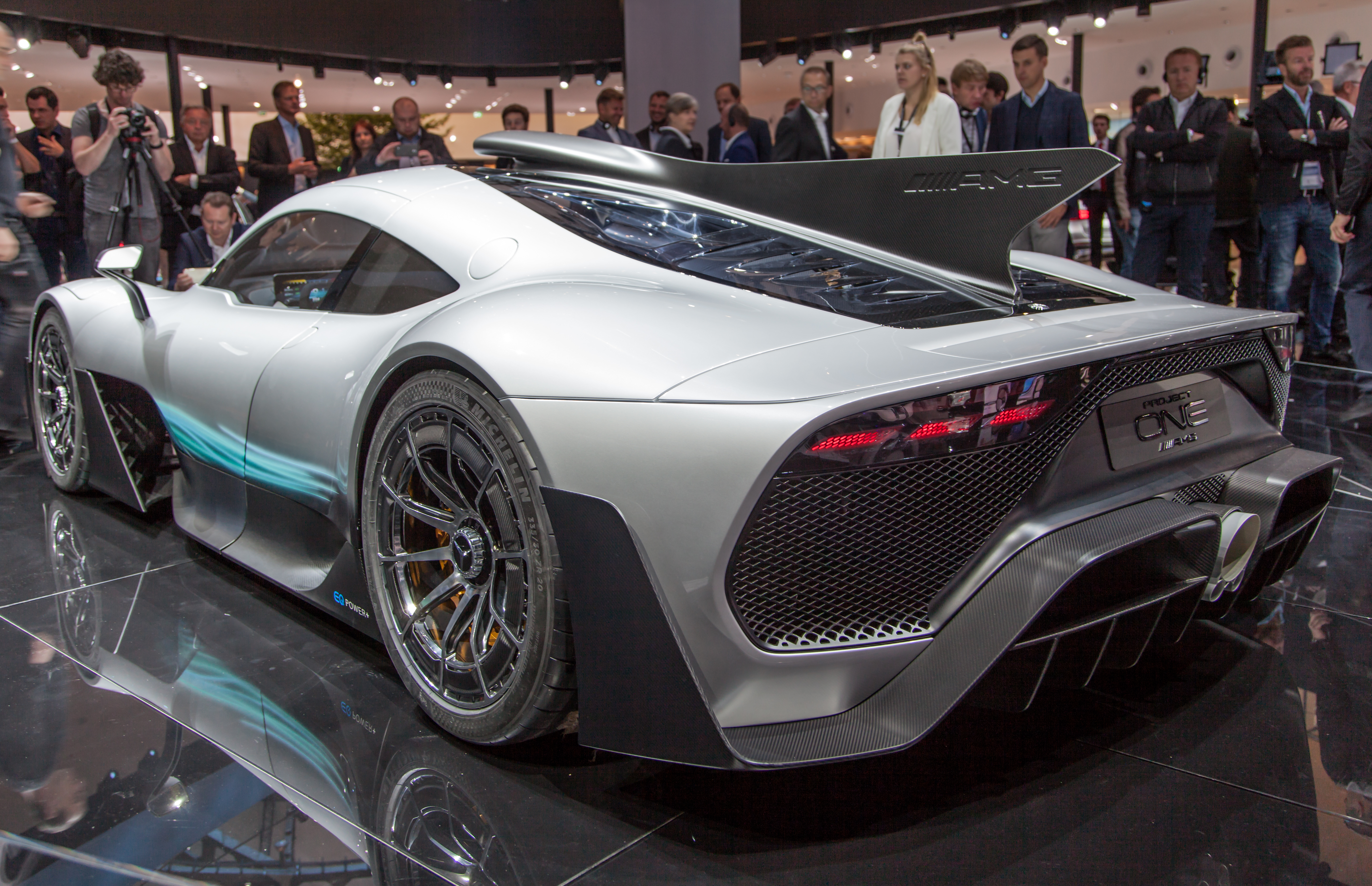
リアビュー
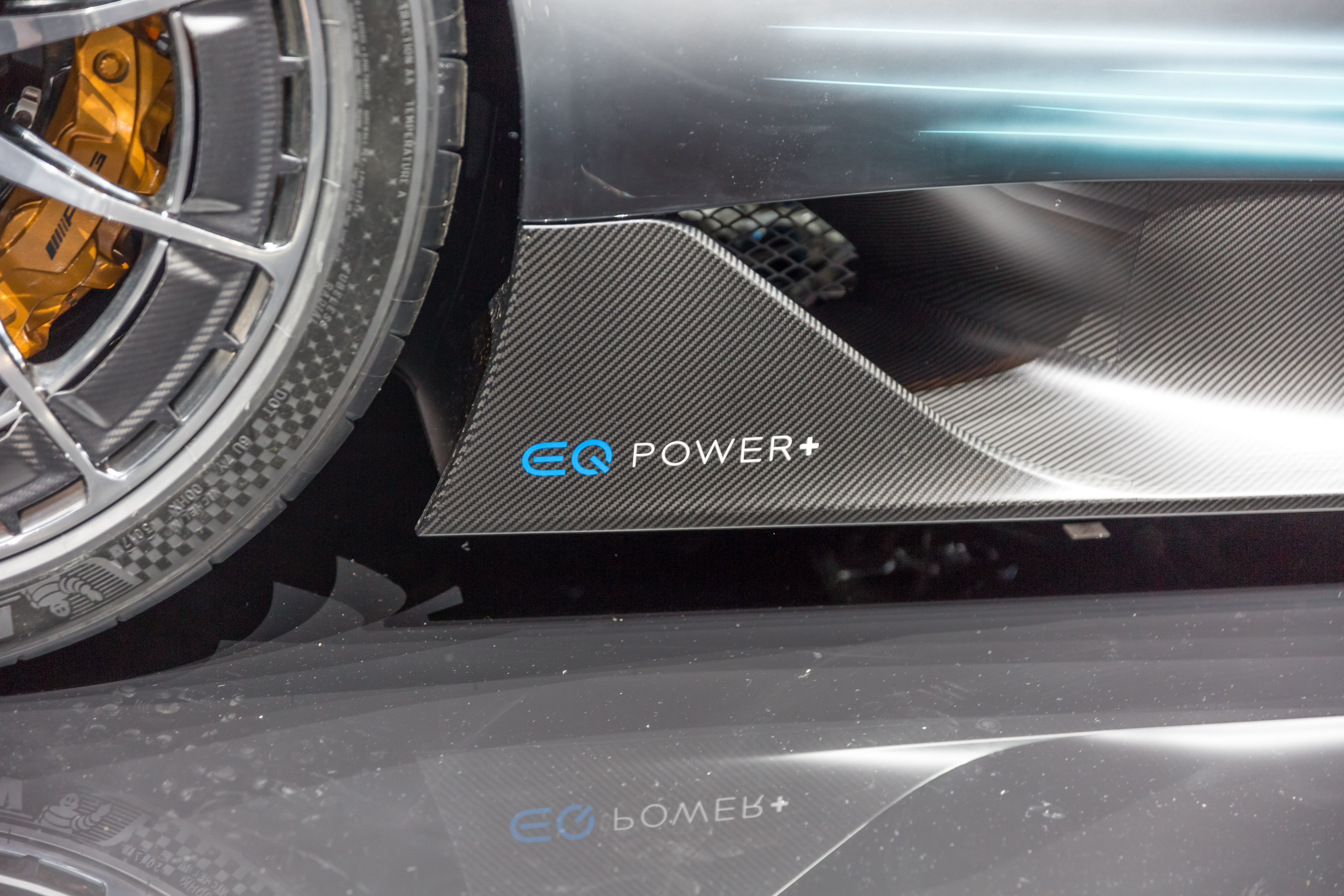
サイドスカート周り
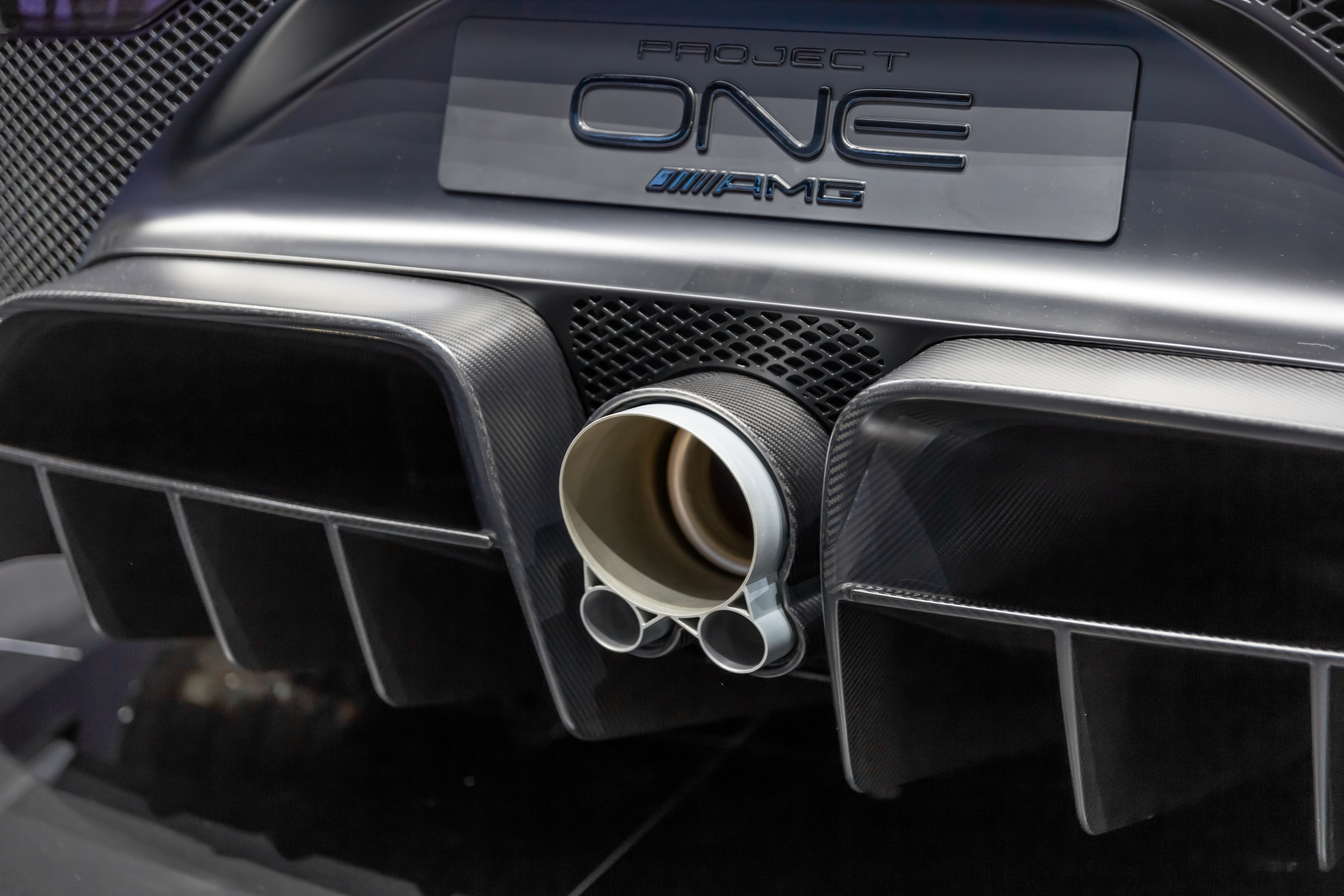
リア下部
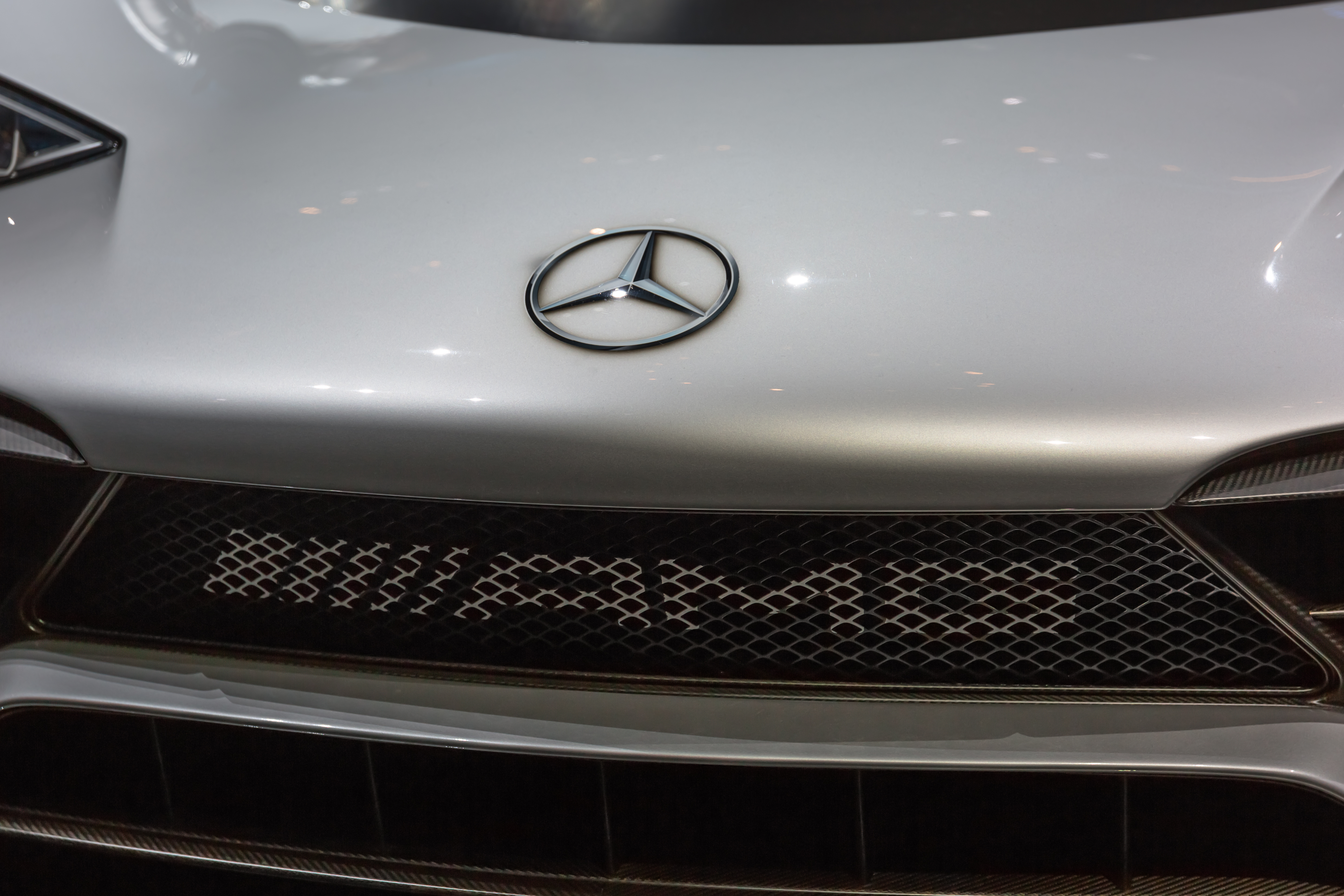
フロントエンブレム
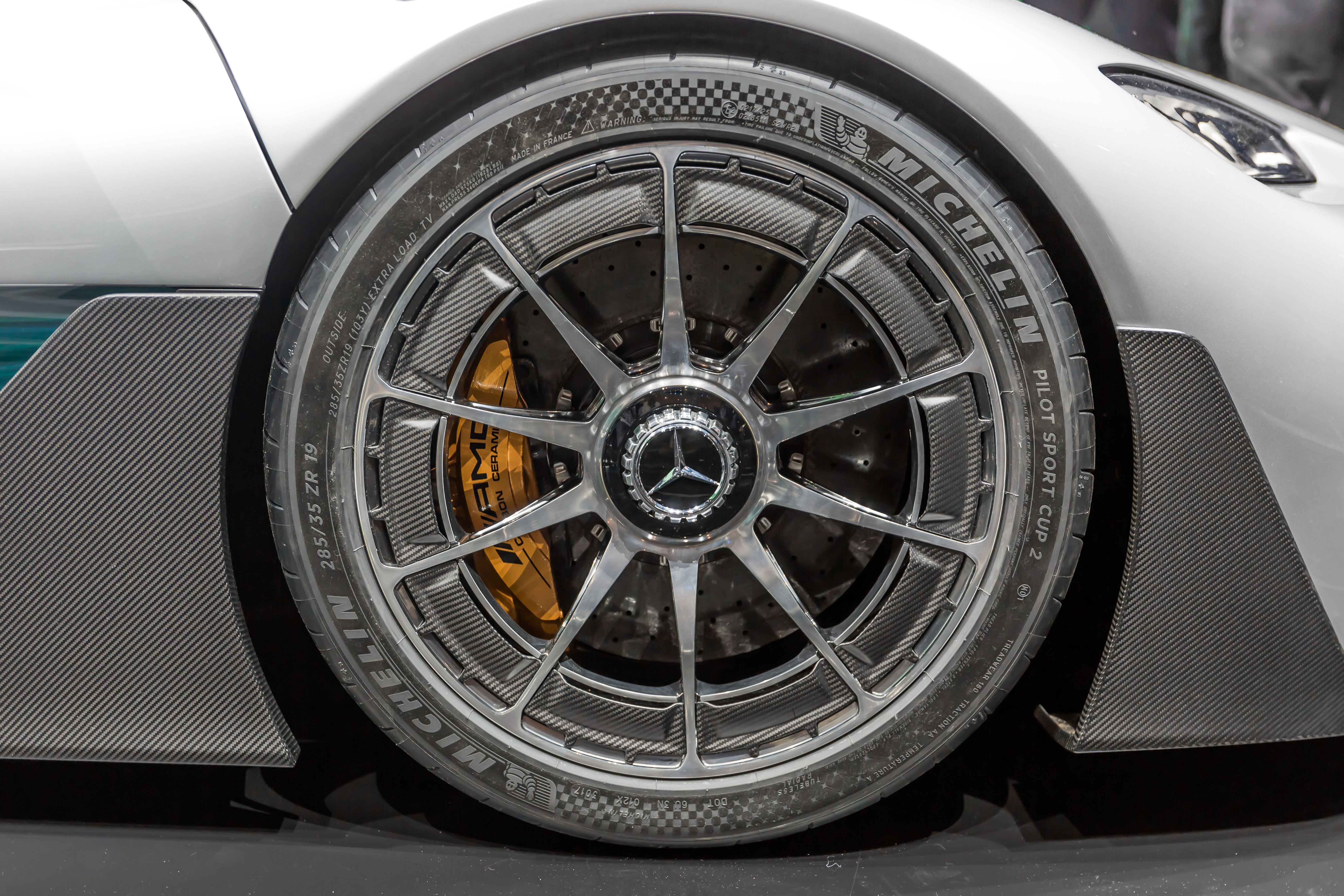
フロントホイール
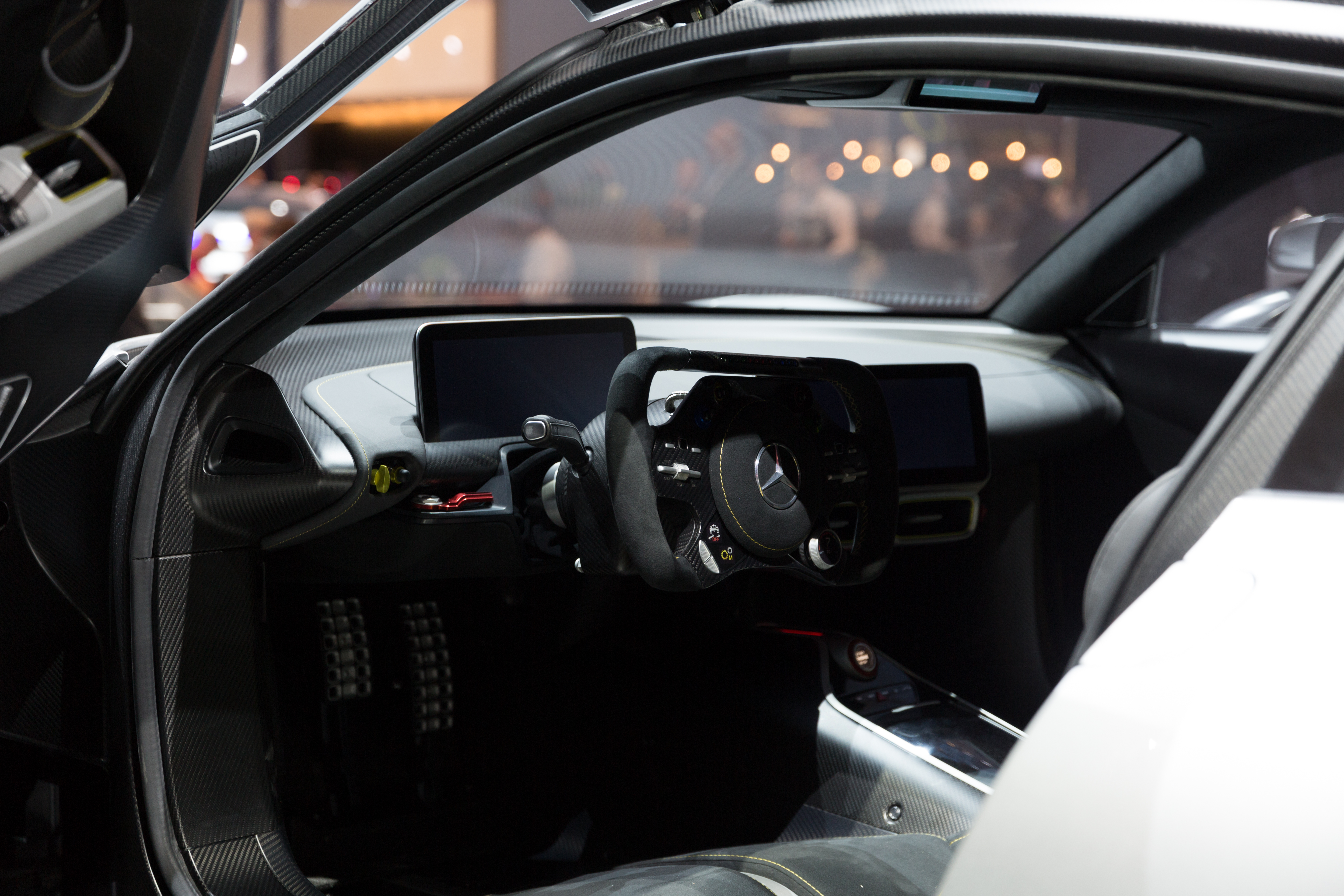
インテリア
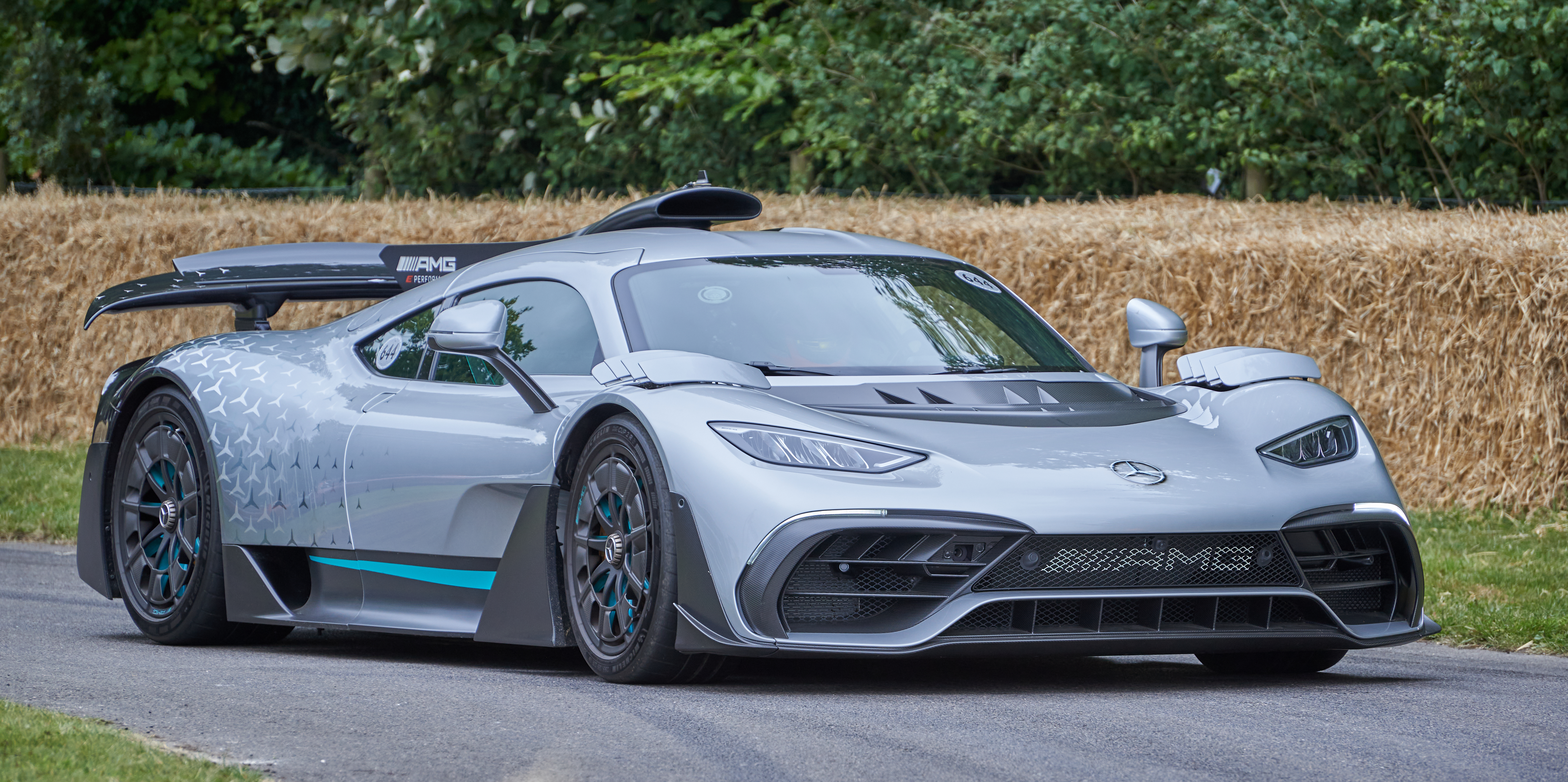
走行している様子 (市販モデル)